# Abborrsjön, Blekinge
Abborrsjön är en sjö i Ronneby kommun i Blekinge och ingår i Vierydsåns huvudavrinningsområde. Sjön är 1,6 meter djup, har en yta på 0,055 kvadratkilometer och är belägen 110 meter över havet. Vid provfiske har gädda fångats i sjön.